# هوگو ارلیش
هوگو ارلیش (انگلیسی: Hugo Ehrlich; ۳۱ ژانویهٔ ۱۸۷۹ – ۲۱ سپتامبر ۱۹۳۶) معمار، و استاد دانشگاه اهل کرواسی بود.